# Томусинский железнодорожный тоннель
Томусинский железнодорожный тоннель — однопутный тоннель на 106—107 км участка Артышта — Томусинская Западно-Сибирской железной дороги (Кемеровская область, Новокузнецкий район).
Расположен на однопутном участке (I путь) перегона Курегеш — Карлык, в 30—35 км северо-восточнее Новокузнецка. Ближайший населенный пункт — поселок Есаулка, находится в 5—6 км от тоннеля. Железнодорожный тоннель находится на Полосухинской дистанции пути, поэтому иногда его называют Полосухинским.
Томусинский тоннель пересекает хребет Осиновая Гора (водораздел рек Есаулка и Абашева) в самом узком месте, в межгорной котловине. Западный портал находится на 105 км ПК3+06,92, восточный портал — на 106 км ПК4+76,15. Длина тоннеля составляет 1157,87 м.
Томусинский тоннель является самым протяженным тоннелем на Западно-Сибирской железной дороге. Всего на дороге построено три тоннеля. Первым в 1930-х годах был возведен тоннель на 516 км ветки Новокузнецк — Таштагол (длина — 100 метров). Вторым в 1951 году был сооружен тоннель на 159 км ветки Алтайская — Артышта (длина — 280 метров).
В 2012 г. начались работы по реконструкции Томусинского тоннеля, включающие в себя создание нового тоннеля длиной 1157,96 м под второй путь, а также новой технической штольни.

## Значение тоннеля
Участок Артышта — Томусинская Западно-Сибирской магистрали, на котором находится Томусинский тоннель, связывает крупнейшие углепогрузочные станции Кузбасса с западом и востоком страны. Он соединяет южные районы Кузбасса и Южно-Сибирскую магистраль с железнодорожной сетью России в обход Новокузнецкого железнодорожного узла.
До начала реконструкции по Томусинскому тоннелю проходило около 30 пар поездов в сутки, поезда шли с ограничением скорости. Старый Томусинский тоннель стал одним из самых узких мест среднесибирского хода (вместе с однопутными мостами через реку Томь на перегонах Ерунаково — Бардино, Карлык — Томусинская, однопутным мостом на 605 км участка Омск — Алтайская через реку Обь в Камне-на-Оби (второй путь мостового перехода сооружен в 2006—2009 гг.), а также однопутными железнодорожными участками на линии Бардино — Томусинская).
«Узкие» участки на железных дорогах в Кузбассе являются причиной «пробок» и срывают сроки поставок угля. О необходимости увеличить пропускную способность железнодорожных магистралей Кузбасса задумались в середине 2000-х годов, когда уровень добычи угля сравнялся с советским периодом (в 2004 г. в регионе было добыто 160 млн тонн, что сопоставимо с объёмами добычи в 1988 году), а для отправки угля ежедневно требовалось более 7600 вагонов (2005 г.).
К 2015 году ОАО «РЖД» планирует увеличить пропускную способность обхода вдвое — для этого в 2012—2014 годах будут проведены работы по реконструкции участка Междуреченск — Тайшет Западно-Сибирской железной дороги, объём инвестиций составит 9,9 млрд руб.

## История строительства старого тоннеля
Томусинский тоннель строился с 1963 по 1967 год по проекту института Сибгипротранс. Залегает в переслаивающихся пластах песчаников, алевролитов, аргиллитов и углей.

### Конструктивные особенности
Проходка старого тоннеля с западного портала велась на протяжении около 300 м щитовым способом производства работ с установкой чугунной обделки кругового очертания. На остальном протяжении тоннеля проходка велась горным способом с применением временной крепи и возведением незамкнутой монолитной бетонной обделки подковообразного очертания без обратного свода.
Для осушения обделки и отвода подземных вод в тоннеле сооружены 11 дренажных прорезей, не заглубленных за зону сезонного промерзания грунтов, и водоотводные лотки.
Дренажная тупиковая штольня длиной около 400 метров (уклон на запад) пройдена с западного портала справа от тоннеля и имеет постоянную бетонную обделку.

## Состояние старого тоннеля
Обследование тоннеля выявило многочисленные дефекты. При подготовке проектной документации эксперты отметили, что тоннель обводняется (в основном пластово-трещинными водами, пополняемыми за счет просачивания в грунт атмосферных осадков, а также за счет вод из поверхностных источников под тоннелем). Влага просачивается как через тюбинговую обделку (коррозией поражены и тюбинги, и болтовые связи между ними), так и через обделку из монолитного бетона (также имеющего дефекты и трещины). Зимой на стенах тоннеля образуется наледь. В теплое время года в тоннеле наблюдается сырость, капёж и течи. Водоотводные лотки находятся в аварийном состоянии. Верхнее строение пути имеет просадки, что ограничивает скорость движения поездов по тоннелю до 60 км/ч.

## Строительство нового Томусинского тоннеля
Решение о проектировании нового сооружения было принято в 2010 году. Заказчик: Хабаровская группа заказчика Дирекции по строительству объектов железнодорожного транспорта (ДКРС — Хабаровск ОАО «РЖД»). Проект разработан институтом «Сибгипротранспуть» (филиал ОАО «Росжелдорпроект») с участием ОАО «Сибгипротранс» и ОАО ПИИ «Бамтоннельпроект».
Проектом предусмотрено строительство нового тоннеля второго пути, расположенного в 30 м от старого и строительство дренажно-транспортной штольни.
Реконструкция пройдет в три этапа:
1. Сооружение штольни, чтобы понизить уровень грунтовых вод вблизи искусственного сооружения и обводнённость его отделки.
2. Строительство основного тоннеля под второй путь.
3. Строительство путевой инфраструктуры и оснащение тоннеля необходимым электрооборудованием, контактной сетью, системами безопасности, устройствами сигнализации, централизации и блокировки.

Старый тоннель предполагается законсервировать, а затем отремонтировать.

«Когда на участке будет два тоннеля, пропускная способность увеличится здесь вдвое. Вырастет до 90 км/ч и скорость грузовых поездов», — рассказали в департаменте транспорта и связи Кемеровской области.
ОАО «РЖД» готовит обоснование о необходимости строительства здесь двухпутного участка, что в будущем потребует проведения работ и по реконструкции старого тоннеля.

### Объём работ
Согласно проекту производства работ, на участке запланировано:
- строительство многофункциональной штольни длиной 1157,96 м;
- строительство нового однопутного тоннеля длиной 1157,96 м II пути;
- консервация старого тоннеля I пути длиной 1157,87 м постройки 1967 года;
- строительство железнодорожных подходов общей длиной 1976,11 м;
- реконструкция и строительство искусственных сооружений на железнодорожных подходах (два однопролетных моста длиной по 18 метров, водопропускная труба, 6 подпорных стен общей длиной 1195 п.м.);
- реконструкция устройств электрической централизации станции Курегеш (стрелки, светофоры и т. п.);
- переустройство контактной сети, а также систем сигнализации, централизации и блокировки (СЦБ) участка;
- устройство надтоннельного водоотвода;
- переустройство объектов ВОХР;
- переустройство автодороги ОУК «Южкузбассуголь» и искусственных сооружений на ней.

Генеральный подрядчик — ОАО «СТРОЙ-ТРЕСТ».

### Условия и способ производства работ
Работы на участке идут в сложных геологических условиях. Рыхлые грунты перемежаются с угольными пластами, насыщенными метаном, что требует повышенных мер противопожарной безопасности. Ожидаемый объём выделения метана при проходке тоннеля составляет от 1 м³/т до 4 м³/т, а в «зонах разрывного нарушения» от 5 м³/т до 7 м³/т.
Штольня возводится щитовым способом с помощью ТПМК Lovat RMP 167 SE диаметром резанья 4,2 м. Средняя скорость проходки составляет 9,65 метров в сутки, максимальная — 1 м в час.
Проходка нового тоннеля под второй путь осуществляется горным способом. Работы ведутся одновременно из двух забоев с помощью двух горных комбайнов — со стороны западного портала работает Sandvik MT520, со стороны восточного — КП200. Сначала разрабатывается верхняя часть тоннеля, потом нижняя. Скорость проходки составляет около 2 м в сутки.
Проходческие работы на участке ведутся специалистами ООО «Тоннельный отряд № 12 — Бамтоннельстрой». Ориентировочно сбойка тоннеля произойдет в декабре 2014 года, полный же период строительства составит 44 месяца со сдачей объекта в 2015 году.

### Ход работ
Сентябрь 2012 г. Начались работы по строительству нового Томусинского тоннеля.
Октябрь 2012 г. — январь 2013 г. Ведутся работы по строительству штольни.
Январь 2013 г. Начались работы по устройству трех проходов, которые соединят штольню с новым тоннелем. Расстояние между проходами — 300 м.
Февраль 2013 г. В общей сложности строителями пройдено более 200 метров калоттной части основного тоннеля.
Ноябрь 2013 г. Состоялась сбойка калоттной (верхней) части нового Томусинского тоннеля.
В отношении компании «Тоннельный отряд № 12» – «Бамтоннельстрой», ведшей строительство нового Томусинского тоннеля, в июне 2015 введена процедура наблюдения[значимость факта?].
26 сентября 2017 г. Тоннель запущен во временную эксплуатацию.
3 октября 2018 г. Тоннель запущен в постоянную эксплуатацию.

## Инвестиции в строительство нового Томусинского тоннеля
Реконструкция тоннеля ведется за счет средств ОАО «РЖД». Объём инвестиций составляет 6,6 млрд руб. Это наиболее значимый инвестиционный проект в железнодорожную инфраструктуру региона за последние годы: в строительство тоннеля под второй путь вкладывается больше средств, чем в строительство моста через Обь в районе Камня-на-Оби.

## Соседи
- Южно-Кузбасская ветвь Западно-Сибирской железной дороги